# Bejegyzett élettársi kapcsolat
A bejegyzett (regisztrált) élettársi kapcsolat egy olyan párkapcsolati forma, amely a házassághoz hasonlóan állami szerv előtti akaratnyilvánítással, illetve ezt követő állami nyilvántartásba vétellel jön létre. Az intézményt sok helyen az azonos nemű párok együttélésének jogi elismerésére vezették be, de több országban különnemű személyek előtt is nyitva áll. A bejegyzett élettársi kapcsolat joghatásai az egyes országokban különbözőek: van, ahol a házassággal teljesen azonosak, van, ahol inkább a bejegyzés nélküli élettársi kapcsolathoz közelítenek. Néhány országban a bejegyzett élettársi kapcsolat mellett vagy helyett elismerik az azonos neműek házasságát.

## A magyar szabályozás
2009. július 1-jétől Magyarországon is megnyílt a bejegyzett élettársi kapcsolat intézménye. A törvény szerint két azonos nemű, 18. életévét betöltött személy anyakönyvvezető előtt létesíthet bejegyzett élettársi kapcsolatot. A bejegyzett élettársi kapcsolatra néhány eltéréssel a házasságra vonatkozó szabályokat kell alkalmazni [3. § (1)]. A legfontosabb különbségek, hogy a bejegyzett élettársak nem vehetik fel egymás nevét, nem fogadhatnak közösen örökbe és nem vehetnek részt mesterséges megtermékenyítési eljárásban a házastársakkal azonos módon.
A törvény elfogadására azután került sor, hogy az Alkotmánybíróság alkotmányellenesnek találta a 2007. évi CLXXXIV törvényt, amely így nem lépett hatályba. Az Alkotmánybíróság (AB) azt kifogásolta, hogy a törvény azonos nemű és különnemű párok számára is lehetővé tette volna bejegyzett élettársi kapcsolat létesítését. Az AB szerint, mivel a házasság és a bejegyzett élettársi kapcsolat nagyon közeli jogintézmények, a heteroszexuális párok esetében ez a házasság megkettőzését jelentené. Azonos nemű párok számára azonban egy, a házassággal azonos jogokat biztosító bejegyzett élettársi kapcsolat nemcsak hogy alkotmányos, de egyben az alkotmányból levezethető követelmény.
2010. január 1-jétől mind az azonos nemű, mind a különnemű párok kérhetik élettársi kapcsolatuk nyilvántartásba vételét a közjegyzőknél. (Előbbiek számára azonban kevesebb jogosultságot biztosít.) A nyilvántartásba vétel az élettársi kapcsolathoz képest új jogokat és kötelezettségeket nem keletkeztet, csak az élettársi kapcsolat fennállásának bizonyítását könnyíti meg.

## Szabályozás más országokban
| Ország                         | Elnevezés                                                                           | Azonos neműek számára                        | Különneműek számára        |
| ------------------------------ | ----------------------------------------------------------------------------------- | -------------------------------------------- | -------------------------- |
|                                |                                                                                     |                                              |                            |
| Amerikai Egyesült Államok      |                                                                                     |                                              |                            |
| – Colorado                     | - civil union                                                                       | (2013. május 1. óta)                         | (2013. május 1. óta)       |
| – Colorado                     | - designated beneficiary agreement                                                  | (2009. július 1. óta)                        | (2009. július 1. óta)      |
| – Hawaii                       | - civil union                                                                       | (2012. január 1. óta)                        | (2012. január 1. óta)      |
| – Hawaii                       | - reciprocal beneficiary relationship                                               | (1997. július 8. óta)                        | (1997. július 8. óta)      |
| – Illinois                     | - civil union                                                                       | (2011. június 1. óta)                        | (2011. június 1. óta)      |
| – Kalifornia                   | - domestic partnership                                                              | (1999 óta)                                   | (1999 óta)                 |
| – Maine                        | - domestic partnership                                                              | (2004. július 30. óta)                       | (2004. július 30. óta)     |
| – Nevada                       | - domestic partnership                                                              | (2009. október 1. óta)                       | (2009. október 1. óta)     |
| – New Jersey                   | - civil union                                                                       | (2007. február 19. óta)                      |                            |
| – New Jersey                   | - domestic partnership                                                              | (2004. július 10. óta)                       | (2004. július 10. óta)     |
| – Oregon                       | - domestic partnership                                                              | (2008. február 1. óta)                       |                            |
| – Washington (állam)           | - domestic partnership                                                              | (2007. július 22. óta)                       | (2007. július 22. óta)     |
| – Washington (főváros)         | - domestic partnership                                                              | (2002 óta)                                   | (2002 óta)                 |
| – Wisconsin                    | - domestic partnership                                                              | (2009. augusztus 3. óta)                     |                            |
|                                |                                                                                     |                                              |                            |
| Andorra                        | - unió civil                                                                        | (2014. december 25. óta)                     |                            |
| Andorra                        | - unió estable de parella                                                           | (2005. március 23. óta)                      | (2005. március 23. óta)    |
|                                |                                                                                     |                                              |                            |
| Angola                         | - união de facto                                                                    | (a homoszexuális aktus még mindig illegális) | (2015. január 30. óta)     |
|                                |                                                                                     |                                              |                            |
| Argentína                      | - unión convivencial                                                                | (2015. augusztus 1. óta)                     | (2015. augusztus 1. óta)   |
| – Buenos Aires                 | - unión civil                                                                       | (2003 júliusa óta)                           | (2003 júliusa óta)         |
| – Río Cuarto                   | - unión civil                                                                       | (2009 óta)                                   | (2009 óta)                 |
| – Río Negro                    |                                                                                     | (2003 óta)                                   |                            |
| – Villa Carlos Paz             | - unión civil                                                                       | (2007 óta)                                   |                            |
|                                |                                                                                     |                                              |                            |
| Ausztrália                     |                                                                                     |                                              |                            |
| – Ausztráliai fővárosi terület | - civil union                                                                       | (2012. szeptember 11. óta)                   |                            |
| – Ausztráliai fővárosi terület | - civil partnership                                                                 | (2008. május 19. óta)                        | (2008. május 19. óta)      |
| – Queensland                   | - civil partnership                                                                 | (2012. február 23. óta)                      | (2012. február 23. óta)    |
| – Tasmania                     | - significant relationship                                                          | (2004. január 1. óta)                        | (2004. január 1. óta)      |
| – Tasmania                     | - caring relationship                                                               | (2004. január 1. óta)                        | (2004. január 1. óta)      |
| – Új-Dél-Wales                 | - registered relationship                                                           | (2010. július 1. óta)                        | (2010. július 1. óta)      |
| – Victoria                     | - registered domestic relationship                                                  | (2008. december 1. óta)                      | (2008. december 1. óta)    |
| – Victoria                     | - registered caring relationship                                                    | (2009. június 11. óta)                       | (2009. június 11. óta)     |
|                                |                                                                                     |                                              |                            |
| Ausztria                       | - eingetragene Partnerschaft                                                        | (2010. január 1. óta)                        | (2019. január 1. óta)      |
|                                |                                                                                     |                                              |                            |
| Belgium                        | - cohabitation légale - wettelijke samenwoning                                      | (2000. január 1. óta)                        | (2000. január 1. óta)      |
| Belgium                        | - contrat de vie commune - samenlevingscontract                                     | (2000. január 1. óta)                        | (2000. január 1. óta)      |
|                                |                                                                                     |                                              |                            |
| Bolívia                        | - unión libre                                                                       |                                              | (2015. augusztus 6. óta)   |
|                                |                                                                                     |                                              |                            |
| Brazília                       | - união estável                                                                     | (2011 óta)                                   | (2003 óta)                 |
|                                |                                                                                     |                                              |                            |
| Chile                          | - acuerdo de unión civil                                                            | (2015. október 22. óta)                      | (2015. október 22. óta)    |
|                                |                                                                                     |                                              |                            |
| Ciprus                         | - πολιτική συμβίωση - medeni birliktelik                                            | (2015. december 9. óta)                      | (2015. december 9. óta)    |
|                                |                                                                                     |                                              |                            |
| Costa Rica                     | - unión de hecho                                                                    |                                              | (1995 óta)                 |
|                                |                                                                                     |                                              |                            |
| Csehország                     | - registrované partnerství                                                          | (2006. július 1. óta)                        |                            |
|                                |                                                                                     |                                              |                            |
| Dánia                          |                                                                                     |                                              |                            |
| – Grönland                     | - nalunaarsukkamik inooqatigiinneq - registreret partnerskab                        | (1996. július 1. óta)                        |                            |
|                                |                                                                                     |                                              |                            |
| Dél-afrikai Köztársaság        | - civil partnership                                                                 | (2006. november 30. óta)                     | (2006. november 30. óta)   |
|                                |                                                                                     |                                              |                            |
| Ecuador                        | - unión de hecho                                                                    | (2014. szeptember 15. óta)                   | (2014. szeptember 15. óta) |
|                                |                                                                                     |                                              |                            |
| Egyesült Királyság             |                                                                                     |                                              |                            |
| – Anglia                       | - civil partnership                                                                 | (2005. december 5. óta)                      | (2019. december 2. óta)    |
| – Észak-Írország               | - civil partnership                                                                 | (2005. december 5. óta)                      |                            |
| – Gibraltár                    | - civil partnership                                                                 | (2014. március 28. óta)                      | (2014. március 28. óta)    |
| – Jersey                       | - civil partnership                                                                 | (2012. április 2. óta)                       |                            |
| – Man-sziget                   | - civil partnership                                                                 | (2011. április 6. óta)                       | (2016. július 22. óta)     |
| – Skócia                       | - civil partnership                                                                 | (2005. december 5. óta)                      | (2021. június 30. óta)     |
| – Wales                        | - civil partnership                                                                 | (2005. december 5. óta)                      | (2019. december 2. óta)    |
|                                |                                                                                     |                                              |                            |
| El Salvador                    | - unión no matrimonial                                                              |                                              | (1994. október 1. óta)     |
|                                |                                                                                     |                                              |                            |
| Észtország                     | - kooselulepingu                                                                    | (2016. január 1. óta)                        | (2016. január 1. óta)      |
|                                |                                                                                     |                                              |                            |
| Finnország                     | - registrerat partnerskap - rekisteröity parisuhde                                  | (2002. március 1. óta)                       |                            |
|                                |                                                                                     |                                              |                            |
| Franciaország                  |                                                                                     |                                              |                            |
| – Franciaország                | - pacte civil de solidarité ― PACS                                                  | (1999. november 16. óta)                     | (1999. november 16. óta)   |
| – Új-Kaledónia                 | - pacte civil de solidarité                                                         | (2009. május 28. óta)                        | (2009. május 28. óta)      |
|                                |                                                                                     |                                              |                            |
| Görögország                    | - σύμφωνο συμβίωσης                                                                 | Igen                                         | (2008. november 26. óta)   |
|                                |                                                                                     |                                              |                            |
| Guatemala                      | - unión de hecho                                                                    |                                              | (1964. július 1. óta)      |
|                                |                                                                                     |                                              |                            |
| Hollandia                      |                                                                                     |                                              |                            |
| – Hollandia                    | - geregistreerd partnerschap                                                        | (1998. január 1. óta)                        | (1998. január 1. óta)      |
| – Karibi Hollandia             | - geregistreerd partnerschap                                                        | (2012. október 10. óta)                      | (2012. október 10. óta)    |
|                                |                                                                                     |                                              |                            |
| Honduras                       | - unión de hecho                                                                    |                                              | (2004 óta)                 |
|                                |                                                                                     |                                              |                            |
| Horvátország                   | - životno partnerstvo                                                               | (2014. augusztus 5. óta)                     |                            |
|                                |                                                                                     |                                              |                            |
| Izland                         | - óvígð sambúð                                                                      | (2006. június 26. óta)                       | (1991. január 1. óta)      |
|                                |                                                                                     |                                              |                            |
| Izrael                         | - ברית זוגיות - عقد مزاوجة                                                          |                                              | (2010. szeptember 22. óta) |
|                                |                                                                                     |                                              |                            |
| Kanada                         |                                                                                     |                                              |                            |
| – Manitoba                     | - common-law relationship - union de fait                                           | (2004. június 30. óta)                       | (2004. június 30. óta)     |
| – Québec                       | - civil union - union civile                                                        | (2002. június 24. óta)                       | (2002. június 24. óta)     |
| – Új-Skócia                    | - domestic partnership                                                              | (2001. június 4. óta)                        | (2001. június 4. óta)      |
|                                |                                                                                     |                                              |                            |
| Kínai Köztársaság              |                                                                                     |                                              |                            |
| – Kaohsziung                   |                                                                                     | (2015 óta)                                   |                            |
| – Tajcsung                     |                                                                                     | (2015 óta)                                   |                            |
| – Tajpej                       |                                                                                     | (2015 óta)                                   |                            |
| – Tajnan                       |                                                                                     | (2016 óta)                                   |                            |
| – Hszinpej                     |                                                                                     | (2016 óta)                                   |                            |
| – Taojüan                      |                                                                                     | (2016 óta)                                   |                            |
| – Csiaji                       |                                                                                     | (2016 óta)                                   |                            |
| – Csanghua megye               |                                                                                     | (2016 óta)                                   |                            |
| – Hszincsu megye               |                                                                                     | (2016 óta)                                   |                            |
| – Jilan megye                  |                                                                                     | (2016 óta)                                   |                            |
|                                |                                                                                     |                                              |                            |
| Kolumbia                       | - unión marital de hecho                                                            | (2007 óta)                                   | (1990. december 31. óta)   |
|                                |                                                                                     |                                              |                            |
| Litvánia                       | - bendras gyvenimas neįregistravus santuokos                                        |                                              | (2002. január 1. óta)      |
|                                |                                                                                     |                                              |                            |
| Liechtenstein                  | - eingetragene Partnerschaft                                                        | (2011. szeptember 1. óta)                    |                            |
|                                |                                                                                     |                                              |                            |
| Luxemburg                      | - eingetragene Partnerschaft - partenariat enregistré                               | (2004. november 1. óta)                      | (2004. november 1. óta)    |
|                                |                                                                                     |                                              |                            |
| Málta                          | - civil union - unjoni civili                                                       | (2014. április 14. óta)                      | (2014. április 14. óta)    |
|                                |                                                                                     |                                              |                            |
| Mexikó                         |                                                                                     |                                              |                            |
| – Campeche                     | - sociedad civil de convivencia                                                     | (2014. július 1. óta)                        | (2014. július 1. óta)      |
| – Coahuila de Zaragoza         | - pacto civil de solidaridad                                                        | (2007. január 12. óta)                       | (2007. január 12. óta)     |
| – Hidalgo                      | - concubinato                                                                       |                                              | (2007 óta)                 |
| – Mexikóváros                  | - sociedad de convivencia                                                           | (2007. március 17. óta)                      | (2007. március 17. óta)    |
| – Michoacán de Ocampo          | - sociedad de convivencia                                                           | (2015. november 30. óta)                     | (2016. június 23. óta)     |
| – Sinaloa                      | - concubinato                                                                       |                                              | (2013. április 29. óta)    |
|                                |                                                                                     |                                              |                            |
| Németország                    | - eingetragene Lebenspartnerschaft                                                  | (2001. augusztus 1. óta)                     |                            |
|                                |                                                                                     |                                              |                            |
| Nicaragua                      | - unión de hecho estable                                                            |                                              | (2015. április 8. óta)     |
|                                |                                                                                     |                                              |                            |
| Olaszország                    | - contratto di convivenza                                                           | (2016. június 5. óta)                        | (2016. június 5. óta)      |
| Olaszország                    | - unione civile                                                                     | (2016. június 5. óta)                        |                            |
|                                |                                                                                     |                                              |                            |
| Paraguay                       | - unión de hecho                                                                    |                                              | (1992 óta)                 |
|                                |                                                                                     |                                              |                            |
| Peru                           | - unión de hecho                                                                    |                                              | (2013. április 18. óta)    |
|                                |                                                                                     |                                              |                            |
| São Tomé és Príncipe           | - uniao de facto                                                                    |                                              | (1977. szeptember 28. óta) |
|                                |                                                                                     |                                              |                            |
| Spanyolország                  |                                                                                     |                                              |                            |
| – Andalúzia                    | - pareja de hecho                                                                   | (2002. december 29. óta)                     | (2002. december 29. óta)   |
| – Aragónia                     | - pareja estable no casada                                                          | (1999. április 21. óta)                      | (1999. április 21. óta)    |
| – Asztúria                     | - pareja estable                                                                    | (2002. június 1. óta)                        | (2002. június 1. óta)      |
| – Baleár-szigetek              | - pareja estable                                                                    | (2002. január 29. óta)                       | (2002. január 29. óta)     |
| – Baszkföld                    | - pareja de hecho                                                                   | (2003. május 24. óta)                        | (2003. május 24. óta)      |
| – Ceuta                        | - unión de hecho                                                                    | (1998 óta)                                   | (1998 óta)                 |
| – Extremadura                  | - pareja de hecho                                                                   | (2003. április 9. óta)                       | (2003. április 9. óta)     |
| – Galicia                      | - pareja de hecho                                                                   | (2007 óta)                                   | (2007 óta)                 |
| – Kanári-szigetek              | - pareja de hecho                                                                   | (2003. március 20. óta)                      | (2003. március 20. óta)    |
| – Kantábria                    | - pareja de hecho                                                                   | (2005. május 25. óta)                        | (2005. május 25. óta)      |
| – Kasztília-La Mancha          | - pareja de hecho                                                                   | (2000. szeptember 14. óta)                   | (2000. szeptember 14. óta) |
| – Kasztília és León            | - unión de hecho                                                                    | (2003 óta)                                   | (2003 óta)                 |
| – Katalónia                    | - unió estable de parella                                                           | (1998 óta)                                   | (1998 óta)                 |
| – La Rioja                     | - pareja de hecho                                                                   | Igen                                         | Igen                       |
| – Madrid                       | - unión de hecho                                                                    | (2002. január 4. óta)                        | (2002. január 4. óta)      |
| – Melilla                      | - pareja de hecho                                                                   | (2008. február 1. óta)                       | (2008. február 1. óta)     |
| – Murcia                       | - unión de hecho                                                                    | Igen                                         | Igen                       |
| – Navarra                      | - pareja estable                                                                    | (2000 óta)                                   | (2000 óta)                 |
| – Valencia                     | - unión de hecho                                                                    | Igen                                         | Igen                       |
|                                |                                                                                     |                                              |                            |
| Svájc                          | - eingetragene Partnerschaft - partenariat enregistré - unione domestica registrata | (2007. január 1. óta)                        |                            |
|                                |                                                                                     |                                              |                            |
| Szlovénia                      | - registrirana istospolna partnerska skupnost                                       | (2006. július 23. óta)                       |                            |
|                                |                                                                                     |                                              |                            |
| Uruguay                        | - unión concubinaria                                                                | (2008. január 1. óta)                        | (2008. január 1. óta)      |
|                                |                                                                                     |                                              |                            |
| Új-Zéland                      | - civil union                                                                       | (2005. április 26. óta)                      | (2005. április 26. óta)    |
|                                |                                                                                     |                                              |                            |
| Venezuela                      | - unión estable de hecho                                                            |                                              | (2010. március 15. óta)    |
|                                |                                                                                     |                                              |                            |
| Zöld-foki Köztársaság          | - uniao de facto                                                                    |                                              | (1997 óta)                 |